# Enrico Celio
Enrico Celio, né le 19 juin 1889 à Ambri (originaire du même lieu) et mort le 23 février 1980 à Lugano, est une personnalité politique suisse.
Il est conseiller fédéral de 1940 à 1950.

## Biographie
Enrico Celio étudie à l'Université de Fribourg, où il obtient une licence ès lettres en 1915. En 1921, il entreprend des études de Droit au sein de la même université et obtient, de même sa licence universitaire.

## Parcours politique
Il est le 58e conseiller fédéral de l'histoire[réf. nécessaire], à la tête du Département des postes et des chemins de fer de 1940 à 1950.
Il préside la Confédération en 1943 et 1948

## Liens externes

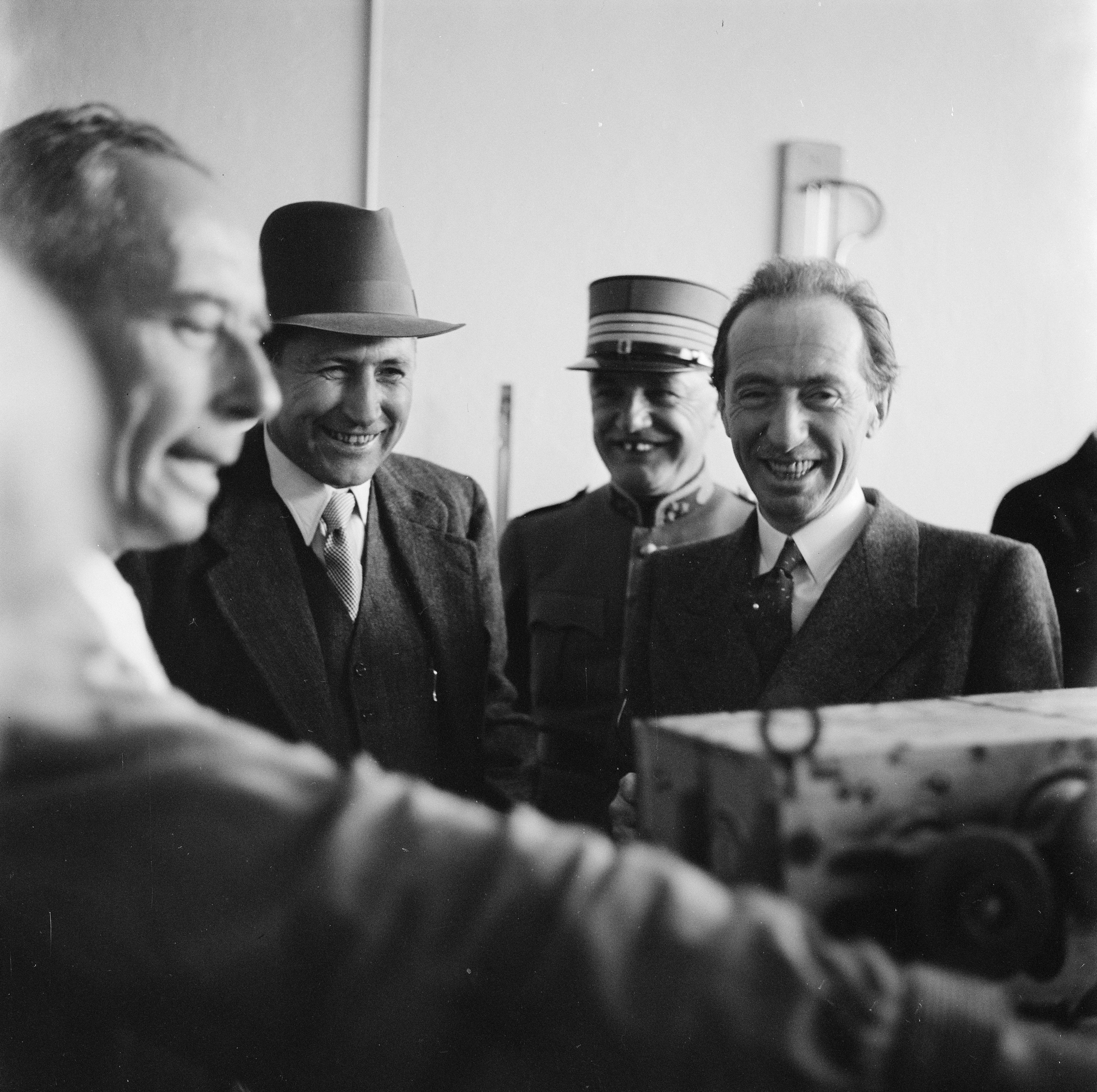
Enrico Celio (à droite) visite Swissair (1942)